# Lambert Thiboust
Lambert (egentlig Pierre Antoine Auguste) Thiboust (25. oktober 1827 i Paris—10. juli 1867 sammesteds) var en fransk dramatisk forfatter.
Thiboust var en kort tid skuespiller og har i forening med dramatikere som Barrière, Duval og andre forfattet en lang række stykker, der for en del opnåede et stort sceneheld; hertil hører: Les filles de marbre (1853), Je dine chez ma mère (1856), La fille du diable, Le secret de Miss Aurore (1863), Les diables roses (1863) og flere.